# Draba vvedenskyi
Draba vvedenskyi är en korsblommig växtart som beskrevs av S.S. Kovalevskaja. Draba vvedenskyi ingår i släktet drabor, och familjen korsblommiga växter. Inga underarter finns listade i Catalogue of Life.